# Gove City
Gove City település az Amerikai Egyesült Államok Kansas államában, Gove megyében, melynek megyeszékhelye is. Lakosainak száma 80 fő (2010. április 1.).

## Népesség
A település népességének változása:

| 1890 | 118 |
| 2010 | 80  |